# 2015-ös IIHF divízió II-es jégkorong-világbajnokság
A 2015-ös IIHF divízió II-es jégkorong-világbajnokság A csoportját Reykjavíkban, Izlandon, a B csoportját Fokvárosban, a Dél-afrikai Köztársaságban rendezték április 13. és 19. között.

## Résztvevők
A világbajnokságon az alábbi 6–6 válogatott vett részt.
A csoport
| Csapat        | Kvalifikáció módja                                                      |
| ------------- | ----------------------------------------------------------------------- |
| Románia       | Előző évben a divízió I B csoportjának 6. helyén végzett és kiesett.    |
| Izland        | Rendező, előző évben a divízió II A csoportjának 2. helyén végzett.     |
| Szerbia       | Előző évben a divízió II A csoportjának 3. helyén végzett.              |
| Ausztrália    | Előző évben a divízió II A csoportjának 4. helyén végzett.              |
| Belgium       | Előző évben a divízió II A csoportjának 5. helyén végzett.              |
| Spanyolország | Előző évben a divízió II B csoportjának 1. helyén végzett és feljutott. |

B csoport
| Csapat                  | Kvalifikáció módja                                                    |
| ----------------------- | --------------------------------------------------------------------- |
| Izrael                  | Előző évben a divízió II A csoportjának 6. helyén végzett és kiesett. |
| Mexikó                  | Rendező, előző évben a divízió II B csoportjának 2. helyén végzett.   |
| Új-Zéland               | Előző évben a divízió II B csoportjának 3. helyén végzett.            |
| Kína                    | Előző évben a divízió II B csoportjának 4. helyén végzett.            |
| Dél-afrikai Köztársaság | Előző évben a divízió II B csoportjának 5. helyén végzett.            |
| Bulgária                | Előző évben a divízió III 1. helyén végzett és feljutott.             |

## Eredmények
A mérkőzések kezdési időpontjai helyi idő szerint értendők.

### A csoport
| Jelmagyarázat               |
| --------------------------- |
| Feljutott a divízió I B-be. |
| Kiesett a divízió II B-be.  |

| Nemzet        | M | Gy | HGy | HV | V | G+ | G- | Gk  | P  |
| ------------- | - | -- | --- | -- | - | -- | -- | --- | -- |
| Románia       | 5 | 4  | 1   | 0  | 0 | 27 | 11 | +16 | 14 |
| Belgium       | 5 | 2  | 1   | 0  | 2 | 22 | 15 | +7  | 8  |
| Szerbia       | 5 | 1  | 1   | 2  | 1 | 18 | 22 | −4  | 7  |
| Spanyolország | 5 | 2  | 0   | 1  | 2 | 16 | 20 | −4  | 7  |
| Izland        | 5 | 2  | 0   | 1  | 2 | 17 | 13 | +4  | 7  |
| Ausztrália    | 5 | 0  | 1   | 0  | 4 | 11 | 30 | −19 | 2  |

| 2015. április 13. 13:00 | Spanyolország | 6–1 (2–1, 1–0, 3–0) | Ausztrália | Laugardalur Arena, Reykjavík Nézőszám: 121 |

| Jegyzőkönyv | Jegyzőkönyv   | Jegyzőkönyv          | Jegyzőkönyv   | Jegyzőkönyv                                                               |
| --- | ------------- | -------------------- | ------------- | ------------------------------------------------------------------------- |
| | Ander Alcaine | Kapusok              | Fraser Carson | Játékvezető: Vedran Krčelić Vonalbírók: Michael Johnstone Orri Sigmarsson |
| \| G. Betran (PP) – 05:00 \| 1–0 \| \| \| \| 1–1 \| 05:55 – Todd (Funes) \| \| G. González (A. Betran, Hernández) – 18:37 \| 2–1 \| \| \| A. Garcia (Carbonell) – 24:32 \| 3–1 \| \| \| Puyuelo (P. González) – 46:40 \| 4–1 \| \| \| Boronat (Solórzano, Vicente) – 47:25 \| 5–1 \| \| \| Anglès (Barnola) – 47:52 \| 6–1 \| \| |               |                      |               | Játékvezető: Vedran Krčelić Vonalbírók: Michael Johnstone Orri Sigmarsson |
| 4 perc | Büntetések    | 8 perc               |               | Játékvezető: Vedran Krčelić Vonalbírók: Michael Johnstone Orri Sigmarsson |
| 26 | Lövések       | 21                   |               | Játékvezető: Vedran Krčelić Vonalbírók: Michael Johnstone Orri Sigmarsson |
| G. Betran (PP) – 05:00 | 1–0           |                      |               | Játékvezető: Vedran Krčelić Vonalbírók: Michael Johnstone Orri Sigmarsson |
| | 1–1           | 05:55 – Todd (Funes) |               | Játékvezető: Vedran Krčelić Vonalbírók: Michael Johnstone Orri Sigmarsson |
| G. González (A. Betran, Hernández) – 18:37 | 2–1           |                      |               | Játékvezető: Vedran Krčelić Vonalbírók: Michael Johnstone Orri Sigmarsson |
| A. Garcia (Carbonell) – 24:32 | 3–1           |                      |               |                                                                           |
| Puyuelo (P. González) – 46:40 | 4–1           |                      |               |                                                                           |
| Boronat (Solórzano, Vicente) – 47:25 | 5–1           |                      |               |                                                                           |
| Anglès (Barnola) – 47:52 | 6–1           |                      |               |                                                                           |

| 2015. április 13. 16:30 | Szerbia | 4–8 (0–3, 2–3, 2–2) | Románia | Laugardalur Arena, Reykjavík Nézőszám: 146 |

| Jegyzőkönyv | Jegyzőkönyv                     | Jegyzőkönyv                      | Jegyzőkönyv     | Jegyzőkönyv                                                              |
| --- | ------------------------------- | -------------------------------- | --------------- | ------------------------------------------------------------------------ |
| | Arsenije Ranković Milan Luković | Kapusok                          | Adrian Catrinoi | Játékvezető: Liam Sewell Vonalbírók: Maksims Bogdanovs Sindri Gunnarsson |
| \| \| 0–1 \| 01:46 – Bíró (Molnár) \| \| \| 0–2 \| 04:47 – Lorincz (Trancă, Flinta) \| \| \| 0–3 \| 08:16 – Zsók (Timaru) \| \| \| 0–4 \| 23:57 – Mihály (Zsók) \| \| Filipović (Sretovic) (PP) – 28:16 \| 1–4 \| \| \| \| 1–5 \| 28:38 – Papp (Zsók) \| \| Ilić (Ogrizović) – 30:55 \| 2–5 \| \| \| \| 2–6 \| 38:28 – Lorincz (Trancă, Flinta) \| \| \| 2–7 \| 41:35 – Timaru (Bíró) \| \| \| 2–8 \| 44:34 – Bíró (Timaru, Bors) \| \| Gabrić – 46:05 \| 3–8 \| \| \| Popravka (Babić, Sretovic) – 56:31 \| 4–8 \| \| |                                 |                                  |                 | Játékvezető: Liam Sewell Vonalbírók: Maksims Bogdanovs Sindri Gunnarsson |
| 6 perc | Büntetések                      | 2 perc                           |                 | Játékvezető: Liam Sewell Vonalbírók: Maksims Bogdanovs Sindri Gunnarsson |
| 25 | Lövések                         | 38                               |                 | Játékvezető: Liam Sewell Vonalbírók: Maksims Bogdanovs Sindri Gunnarsson |
| | 0–1                             | 01:46 – Bíró (Molnár)            |                 | Játékvezető: Liam Sewell Vonalbírók: Maksims Bogdanovs Sindri Gunnarsson |
| | 0–2                             | 04:47 – Lorincz (Trancă, Flinta) |                 | Játékvezető: Liam Sewell Vonalbírók: Maksims Bogdanovs Sindri Gunnarsson |
| | 0–3                             | 08:16 – Zsók (Timaru)            |                 | Játékvezető: Liam Sewell Vonalbírók: Maksims Bogdanovs Sindri Gunnarsson |
| | 0–4                             | 23:57 – Mihály (Zsók)            |                 |                                                                          |
| Filipović (Sretovic) (PP) – 28:16 | 1–4                             |                                  |                 |                                                                          |
| | 1–5                             | 28:38 – Papp (Zsók)              |                 |                                                                          |
| Ilić (Ogrizović) – 30:55 | 2–5                             |                                  |                 |                                                                          |
| | 2–6                             | 38:28 – Lorincz (Trancă, Flinta) |                 |                                                                          |
| | 2–7                             | 41:35 – Timaru (Bíró)            |                 |                                                                          |
| | 2–8                             | 44:34 – Bíró (Timaru, Bors)      |                 |                                                                          |
| Gabrić – 46:05 | 3–8                             |                                  |                 |                                                                          |
| Popravka (Babić, Sretovic) – 56:31 | 4–8                             |                                  |                 |                                                                          |

| 2015. április 13. 20:00 | Izland | 3–0 (0–0, 0–0, 3–0) | Belgium | Laugardalur Arena, Reykjavík Nézőszám: 632 |

| Jegyzőkönyv | Jegyzőkönyv     | Jegyzőkönyv | Jegyzőkönyv    | Jegyzőkönyv                                                       |
| --- | --------------- | ----------- | -------------- | ----------------------------------------------------------------- |
| | Dennis Hedström | Kapusok     | Arthur Legrand | Játékvezető: Paweł Meszyński Vonalbírók: Havar Dahl Marko Sakovic |
| \| Sigurdarson (Thormodsson, Maack) – 40:57 \| 1–0 \| \| \| Alengard (Sigurdarson) (ENG) – 59:07 \| 2–0 \| \| \| Gislason (Sigurdarson, Jonsson) (ENG) – 59:20 \| 3–0 \| \| |                 |             |                | Játékvezető: Paweł Meszyński Vonalbírók: Havar Dahl Marko Sakovic |
| 20 perc | Büntetések      | 10 perc     |                | Játékvezető: Paweł Meszyński Vonalbírók: Havar Dahl Marko Sakovic |
| 36 | Lövések         | 29          |                | Játékvezető: Paweł Meszyński Vonalbírók: Havar Dahl Marko Sakovic |
| Sigurdarson (Thormodsson, Maack) – 40:57 | 1–0             |             |                | Játékvezető: Paweł Meszyński Vonalbírók: Havar Dahl Marko Sakovic |
| Alengard (Sigurdarson) (ENG) – 59:07 | 2–0             |             |                | Játékvezető: Paweł Meszyński Vonalbírók: Havar Dahl Marko Sakovic |
| Gislason (Sigurdarson, Jonsson) (ENG) – 59:20 | 3–0             |             |                | Játékvezető: Paweł Meszyński Vonalbírók: Havar Dahl Marko Sakovic |

| 2015. április 14. 13:00 | Románia | 5–1 (2–0, 0–0, 3–1) | Ausztrália | Laugardalur Arena, Reykjavík Nézőszám: 189 |

| Jegyzőkönyv | Jegyzőkönyv | Jegyzőkönyv                        | Jegyzőkönyv   | Jegyzőkönyv                                                      |
| --- | ----------- | ---------------------------------- | ------------- | ---------------------------------------------------------------- |
| | Ottó Ónodi  | Kapusok                            | Fraser Carson | Játékvezető: Roy Hansen Vonalbírók: Maksims Bogdanovs Havar Dahl |
| \| Gliga (Góga) – 06:02 \| 1–0 \| \| \| Lorincz (Bors, Góga) – 07:15 \| 2–0 \| \| \| Góga (Bors, Mihály) (PP) – 46:18 \| 3–0 \| \| \| \| 3–1 \| 48:30 – Humphries (McDowell, Todd) \| \| Mihály (Zsók, Gliga) – 49:43 \| 4–1 \| \| \| Flinta (Timaru, Pysarenko) – 57:21 \| 5–1 \| \| |             |                                    |               | Játékvezető: Roy Hansen Vonalbírók: Maksims Bogdanovs Havar Dahl |
| 12 perc | Büntetések  | 8 perc                             |               | Játékvezető: Roy Hansen Vonalbírók: Maksims Bogdanovs Havar Dahl |
| 34 | Lövések     | 20                                 |               | Játékvezető: Roy Hansen Vonalbírók: Maksims Bogdanovs Havar Dahl |
| Gliga (Góga) – 06:02 | 1–0         |                                    |               | Játékvezető: Roy Hansen Vonalbírók: Maksims Bogdanovs Havar Dahl |
| Lorincz (Bors, Góga) – 07:15 | 2–0         |                                    |               | Játékvezető: Roy Hansen Vonalbírók: Maksims Bogdanovs Havar Dahl |
| Góga (Bors, Mihály) (PP) – 46:18 | 3–0         |                                    |               | Játékvezető: Roy Hansen Vonalbírók: Maksims Bogdanovs Havar Dahl |
| | 3–1         | 48:30 – Humphries (McDowell, Todd) |               |                                                                  |
| Mihály (Zsók, Gliga) – 49:43 | 4–1         |                                    |               |                                                                  |
| Flinta (Timaru, Pysarenko) – 57:21 | 5–1         |                                    |               |                                                                  |

| 2015. április 14. 16:30 | Belgium | 6–2 (3–0, 2–0, 1–2) | Spanyolország | Laugardalur Arena, Reykjavík Nézőszám: 202 |

| Jegyzőkönyv | Jegyzőkönyv   | Jegyzőkönyv                             | Jegyzőkönyv   | Jegyzőkönyv                                                           |
| --- | ------------- | --------------------------------------- | ------------- | --------------------------------------------------------------------- |
| | Jean Cornelis | Kapusok                                 | Ander Alcaine | Játékvezető: Liam Sewell Vonalbírók: Thomas Caillot Sindri Gunnarsson |
| \| Dewin (Everart, Paulus) – 02:54 \| 1–0 \| \| \| Vercammen (Kolodziejczyk) (SH) – 08:35 \| 2–0 \| \| \| Morgan (Gyesbreghs, Bremer) (PP) – 12:10 \| 3–0 \| \| \| Pellegrims (Morgan, Engelen) (SH) – 30:10 \| 4–0 \| \| \| Gyesbreghs (Engelen) – 35:15 \| 5–0 \| \| \| \| 5–1 \| 42:31 – Hernández (Boronat, Muñoz) (PP) \| \| Van Loof (De Smet, Gyesbreghs) – 54:01 \| 6–1 \| \| \| \| 6–2 \| 56:14 – Palacin (Angles) \| |               |                                         |               | Játékvezető: Liam Sewell Vonalbírók: Thomas Caillot Sindri Gunnarsson |
| 37 perc | Büntetések    | 20 perc                                 |               | Játékvezető: Liam Sewell Vonalbírók: Thomas Caillot Sindri Gunnarsson |
| 34 | Lövések       | 26                                      |               | Játékvezető: Liam Sewell Vonalbírók: Thomas Caillot Sindri Gunnarsson |
| Dewin (Everart, Paulus) – 02:54 | 1–0           |                                         |               | Játékvezető: Liam Sewell Vonalbírók: Thomas Caillot Sindri Gunnarsson |
| Vercammen (Kolodziejczyk) (SH) – 08:35 | 2–0           |                                         |               | Játékvezető: Liam Sewell Vonalbírók: Thomas Caillot Sindri Gunnarsson |
| Morgan (Gyesbreghs, Bremer) (PP) – 12:10 | 3–0           |                                         |               | Játékvezető: Liam Sewell Vonalbírók: Thomas Caillot Sindri Gunnarsson |
| Pellegrims (Morgan, Engelen) (SH) – 30:10 | 4–0           |                                         |               |                                                                       |
| Gyesbreghs (Engelen) – 35:15 | 5–0           |                                         |               |                                                                       |
| | 5–1           | 42:31 – Hernández (Boronat, Muñoz) (PP) |               |                                                                       |
| Van Loof (De Smet, Gyesbreghs) – 54:01 | 6–1           |                                         |               |                                                                       |
| | 6–2           | 56:14 – Palacin (Angles)                |               |                                                                       |

| 2015. április 14. 20:00 | Izland | 4–5 (2–2, 2–1, 0–2) | Szerbia | Laugardalur Arena, Reykjavík Nézőszám: 607 |

| Jegyzőkönyv | Jegyzőkönyv     | Jegyzőkönyv                            | Jegyzőkönyv       | Jegyzőkönyv                                                             |
| --- | --------------- | -------------------------------------- | ----------------- | ----------------------------------------------------------------------- |
| | Dennis Hedström | Kapusok                                | Arsenije Ranković | Játékvezető: Vedran Krčelić Vonalbírók: Michael Johnstone Marko Sakovic |
| \| þormóðsson (Sigurðarson) – 05:03 \| 1–0 \| \| \| Maack (Helgason, Sigurðarson) – 11:11 \| 2–0 \| \| \| \| 2–1 \| 18:04 – Luković (Filipović, Vucurević) \| \| \| 2–2 \| 19:29 – Babić (Sretovic) \| \| Jónsson (Hedström, Alengard) (PP2) – 30:51 \| 3–2 \| \| \| \| 3–3 \| 37:42 – Filipović (Popravka, Luković) \| \| Andrésson (Alengard, Jónsson) – 39:39 \| 4–3 \| \| \| \| 4–4 \| 45:50 – Brkusanin (Sretovic, Popravka) \| \| \| 4–5 \| 59:41 – Sretovic (Popravka, Babić) \| |                 |                                        |                   | Játékvezető: Vedran Krčelić Vonalbírók: Michael Johnstone Marko Sakovic |
| 6 perc | Büntetések      | 6 perc                                 |                   | Játékvezető: Vedran Krčelić Vonalbírók: Michael Johnstone Marko Sakovic |
| 32 | Lövések         | 25                                     |                   | Játékvezető: Vedran Krčelić Vonalbírók: Michael Johnstone Marko Sakovic |
| þormóðsson (Sigurðarson) – 05:03 | 1–0             |                                        |                   | Játékvezető: Vedran Krčelić Vonalbírók: Michael Johnstone Marko Sakovic |
| Maack (Helgason, Sigurðarson) – 11:11 | 2–0             |                                        |                   | Játékvezető: Vedran Krčelić Vonalbírók: Michael Johnstone Marko Sakovic |
| | 2–1             | 18:04 – Luković (Filipović, Vucurević) |                   | Játékvezető: Vedran Krčelić Vonalbírók: Michael Johnstone Marko Sakovic |
| | 2–2             | 19:29 – Babić (Sretovic)               |                   |                                                                         |
| Jónsson (Hedström, Alengard) (PP2) – 30:51 | 3–2             |                                        |                   |                                                                         |
| | 3–3             | 37:42 – Filipović (Popravka, Luković)  |                   |                                                                         |
| Andrésson (Alengard, Jónsson) – 39:39 | 4–3             |                                        |                   |                                                                         |
| | 4–4             | 45:50 – Brkusanin (Sretovic, Popravka) |                   |                                                                         |
| | 4–5             | 59:41 – Sretovic (Popravka, Babić)     |                   |                                                                         |

| 2015. április 16. 13:00 | Románia | 4–3 (3–0, 0–2, 1–1) | Belgium | Laugardalur Arena, Reykjavík Nézőszám: 102 |

| Jegyzőkönyv | Jegyzőkönyv | Jegyzőkönyv                                         | Jegyzőkönyv   | Jegyzőkönyv                                                              |
| --- | ----------- | --------------------------------------------------- | ------------- | ------------------------------------------------------------------------ |
| | Otto Onodi  | Kapusok                                             | Jean Cornelis | Játékvezető: Vedran Krčelić Vonalbírók: Thomas Caillot Sindri Gunnarsson |
| \| Mihály (Góga, Zsók) (PP) – 03:48 \| 1–0 \| \| \| Imecs (Trancă, Lorincz) – 08:46 \| 2–0 \| \| \| Gliga (Mihály, Góga) – 17:23 \| 3–0 \| \| \| \| 3–1 \| 22:09 – Pellegrims (Gyesbreghs, Kolodziejczyk) (PP) \| \| \| 3–2 \| 25:53 – Paulus \| \| Gliga (Zsók) – 43:15 \| 4–2 \| \| \| \| 4–3 \| 47:35 – Morgan (Engelen) \| |             |                                                     |               | Játékvezető: Vedran Krčelić Vonalbírók: Thomas Caillot Sindri Gunnarsson |
| 22 perc | Büntetések  | 6 perc                                              |               | Játékvezető: Vedran Krčelić Vonalbírók: Thomas Caillot Sindri Gunnarsson |
| 33 | Lövések     | 21                                                  |               | Játékvezető: Vedran Krčelić Vonalbírók: Thomas Caillot Sindri Gunnarsson |
| Mihály (Góga, Zsók) (PP) – 03:48 | 1–0         |                                                     |               | Játékvezető: Vedran Krčelić Vonalbírók: Thomas Caillot Sindri Gunnarsson |
| Imecs (Trancă, Lorincz) – 08:46 | 2–0         |                                                     |               | Játékvezető: Vedran Krčelić Vonalbírók: Thomas Caillot Sindri Gunnarsson |
| Gliga (Mihály, Góga) – 17:23 | 3–0         |                                                     |               | Játékvezető: Vedran Krčelić Vonalbírók: Thomas Caillot Sindri Gunnarsson |
| | 3–1         | 22:09 – Pellegrims (Gyesbreghs, Kolodziejczyk) (PP) |               |                                                                          |
| | 3–2         | 25:53 – Paulus                                      |               |                                                                          |
| Gliga (Zsók) – 43:15 | 4–2         |                                                     |               |                                                                          |
| | 4–3         | 47:35 – Morgan (Engelen)                            |               |                                                                          |

| 2015. április 16. 16:30 | Szerbia | 3–4 (sz.) (1–1, 1–1, 1–1) (h.u.: 0–0) (sz.: 0–1) | Ausztrália | Laugardalur Arena, Reykjavík Nézőszám: 182 |

| Jegyzőkönyv | Jegyzőkönyv       | Jegyzőkönyv                      | Jegyzőkönyv   | Jegyzőkönyv                                                            |
| --- | ----------------- | -------------------------------- | ------------- | ---------------------------------------------------------------------- |
| | Arsenije Ranković | Kapusok                          | Fraser Carson | Játékvezető: Paweł Meszyński Vonalbírók: Marko Sakovic Orri Sigmarsson |
| \| \| 0–1 \| 02:26 – Malloy (Oddy, Dunwoodie) \| \| Sretovic (Babić) (SH) – 08:57 \| 1–1 \| \| \| \| 1–2 \| 27:33 – McDowell (Malloy) \| \| Filipović (Milovanović, Vucurević) – 39:57 \| 2–2 \| \| \| \| 2–3 \| 42:01 – Oddy (Malloy, Darge) \| \| Babić (Sretovic, Popravka) – 49:00 \| 3–3 \| \| |                   |                                  |               | Játékvezető: Paweł Meszyński Vonalbírók: Marko Sakovic Orri Sigmarsson |
| Popravka Sretovic Filipović | Szétlövés         | McDowell Darge Malloy            |               | Játékvezető: Paweł Meszyński Vonalbírók: Marko Sakovic Orri Sigmarsson |
| 10 perc | Büntetések        | 10 perc                          |               | Játékvezető: Paweł Meszyński Vonalbírók: Marko Sakovic Orri Sigmarsson |
| 36 | Lövések           | 33                               |               | Játékvezető: Paweł Meszyński Vonalbírók: Marko Sakovic Orri Sigmarsson |
| | 0–1               | 02:26 – Malloy (Oddy, Dunwoodie) |               | Játékvezető: Paweł Meszyński Vonalbírók: Marko Sakovic Orri Sigmarsson |
| Sretovic (Babić) (SH) – 08:57 | 1–1               |                                  |               | Játékvezető: Paweł Meszyński Vonalbírók: Marko Sakovic Orri Sigmarsson |
| | 1–2               | 27:33 – McDowell (Malloy)        |               |                                                                        |
| Filipović (Milovanović, Vucurević) – 39:57 | 2–2               |                                  |               |                                                                        |
| | 2–3               | 42:01 – Oddy (Malloy, Darge)     |               |                                                                        |
| Babić (Sretovic, Popravka) – 49:00 | 3–3               |                                  |               |                                                                        |

| 2015. április 16. 20:00 | Izland | 2–4 (0–1, 1–1, 1–2) | Spanyolország | Laugardalur Arena, Reykjavík Nézőszám: 672 |

| Jegyzőkönyv | Jegyzőkönyv     | Jegyzőkönyv                                 | Jegyzőkönyv   | Jegyzőkönyv                                                      |
| --- | --------------- | ------------------------------------------- | ------------- | ---------------------------------------------------------------- |
| | Dennis Hedström | Kapusok                                     | Ander Alcaine | Játékvezető: Roy Hansen Vonalbírók: Maksims Bogdanovs Havar Dahl |
| \| \| 0–1 \| 19:19 – G. Betran (Muñoz, P. González) (PP) \| \| \| 0–2 \| 24:15 – Solorzano (Puyuelo, Fuentes) \| \| Gislason (Sigurðarson) – 37:35 \| 1–2 \| \| \| \| 1–3 \| 40:42 – P. González (Muñoz) (PP) \| \| B. Árnason (Leifsson) (PP) – 51:54 \| 2–3 \| \| \| \| 2–4 \| 59:46 – Puyuelo (ENG) \| |                 |                                             |               | Játékvezető: Roy Hansen Vonalbírók: Maksims Bogdanovs Havar Dahl |
| 8 perc | Büntetések      | 12 perc                                     |               | Játékvezető: Roy Hansen Vonalbírók: Maksims Bogdanovs Havar Dahl |
| 23 | Lövések         | 30                                          |               | Játékvezető: Roy Hansen Vonalbírók: Maksims Bogdanovs Havar Dahl |
| | 0–1             | 19:19 – G. Betran (Muñoz, P. González) (PP) |               | Játékvezető: Roy Hansen Vonalbírók: Maksims Bogdanovs Havar Dahl |
| | 0–2             | 24:15 – Solorzano (Puyuelo, Fuentes)        |               | Játékvezető: Roy Hansen Vonalbírók: Maksims Bogdanovs Havar Dahl |
| Gislason (Sigurðarson) – 37:35 | 1–2             |                                             |               | Játékvezető: Roy Hansen Vonalbírók: Maksims Bogdanovs Havar Dahl |
| | 1–3             | 40:42 – P. González (Muñoz) (PP)            |               |                                                                  |
| B. Árnason (Leifsson) (PP) – 51:54 | 2–3             |                                             |               |                                                                  |
| | 2–4             | 59:46 – Puyuelo (ENG)                       |               |                                                                  |

| 2015. április 17. 13:00 | Belgium | 3–2 (h.u.) (1–1, 1–1, 0–0) (h.u.: 1–0) | Szerbia | Laugardalur Arena, Reykjavík Nézőszám: 174 |

| Jegyzőkönyv | Jegyzőkönyv    | Jegyzőkönyv                                | Jegyzőkönyv       | Jegyzőkönyv                                                            |
| --- | -------------- | ------------------------------------------ | ----------------- | ---------------------------------------------------------------------- |
| | Arthur Legrand | Kapusok                                    | Arsenije Ranković | Játékvezető: Liam Sewell Vonalbírók: Michael Johnstone Orri Sigmarsson |
| \| \| 0–1 \| 13:51 – Filipović (Milovanović, Vucurević) \| \| Pellegrims (Neven, Kolodziejczyk) (PP) – 17:31 \| 1–1 \| \| \| Kolodziejczyk (Morgan, Pellegrims) – 24:32 \| 2–1 \| \| \| \| 2–2 \| 26:28 – Milovanović (Luković, Brkusanin) \| \| Morgan (Kolodziejczyk) – 63:44 \| 3–2 \| \| |                |                                            |                   | Játékvezető: Liam Sewell Vonalbírók: Michael Johnstone Orri Sigmarsson |
| 10 perc | Büntetések     | 8 perc                                     |                   | Játékvezető: Liam Sewell Vonalbírók: Michael Johnstone Orri Sigmarsson |
| 47 | Lövések        | 48                                         |                   | Játékvezető: Liam Sewell Vonalbírók: Michael Johnstone Orri Sigmarsson |
| | 0–1            | 13:51 – Filipović (Milovanović, Vucurević) |                   | Játékvezető: Liam Sewell Vonalbírók: Michael Johnstone Orri Sigmarsson |
| Pellegrims (Neven, Kolodziejczyk) (PP) – 17:31 | 1–1            |                                            |                   | Játékvezető: Liam Sewell Vonalbírók: Michael Johnstone Orri Sigmarsson |
| Kolodziejczyk (Morgan, Pellegrims) – 24:32 | 2–1            |                                            |                   | Játékvezető: Liam Sewell Vonalbírók: Michael Johnstone Orri Sigmarsson |
| | 2–2            | 26:28 – Milovanović (Luković, Brkusanin)   |                   |                                                                        |
| Morgan (Kolodziejczyk) – 63:44 | 3–2            |                                            |                   |                                                                        |

| 2015. április 17. 16:30 | Spanyolország | 1–7 (0–2, 0–0, 1–5) | Románia | Laugardalur Arena, Reykjavík Nézőszám: 127 |

| Jegyzőkönyv | Jegyzőkönyv                  | Jegyzőkönyv                         | Jegyzőkönyv     | Jegyzőkönyv                                                                  |
| --- | ---------------------------- | ----------------------------------- | --------------- | ---------------------------------------------------------------------------- |
| | Ander Alcaine Ignacio García | Kapusok                             | Adrian Catrinoi | Játékvezető: Paweł Meszyński Vonalbírók: Maksims Bogdanovs Sindri Gunnarsson |
| \| \| 0–1 \| 05:06 – Mihály (Gliga) \| \| \| 0–2 \| 13:45 – Mihály (Gliga, Bors) \| \| Muñoz (Boronat) – 42:50 \| 1–2 \| \| \| \| 1–3 \| 47:29 – Mihály (Gliga, Zsók) \| \| \| 1–4 \| 51:40 – Bíró (Timaru, Molnár) \| \| \| 1–5 \| 55:09 – Trancă (Góga, Mihály) (EA) \| \| \| 1–6 \| 55:38 – Lorincz (Pysarenko, Trancă) \| \| \| 1–7 \| 59:48 – Molnár (Bíró, Papp) (PP) \| |                              |                                     |                 | Játékvezető: Paweł Meszyński Vonalbírók: Maksims Bogdanovs Sindri Gunnarsson |
| 6 perc | Büntetések                   | 4 perc                              |                 | Játékvezető: Paweł Meszyński Vonalbírók: Maksims Bogdanovs Sindri Gunnarsson |
| 25 | Lövések                      | 40                                  |                 | Játékvezető: Paweł Meszyński Vonalbírók: Maksims Bogdanovs Sindri Gunnarsson |
| | 0–1                          | 05:06 – Mihály (Gliga)              |                 | Játékvezető: Paweł Meszyński Vonalbírók: Maksims Bogdanovs Sindri Gunnarsson |
| | 0–2                          | 13:45 – Mihály (Gliga, Bors)        |                 | Játékvezető: Paweł Meszyński Vonalbírók: Maksims Bogdanovs Sindri Gunnarsson |
| Muñoz (Boronat) – 42:50 | 1–2                          |                                     |                 | Játékvezető: Paweł Meszyński Vonalbírók: Maksims Bogdanovs Sindri Gunnarsson |
| | 1–3                          | 47:29 – Mihály (Gliga, Zsók)        |                 |                                                                              |
| | 1–4                          | 51:40 – Bíró (Timaru, Molnár)       |                 |                                                                              |
| | 1–5                          | 55:09 – Trancă (Góga, Mihály) (EA)  |                 |                                                                              |
| | 1–6                          | 55:38 – Lorincz (Pysarenko, Trancă) |                 |                                                                              |
| | 1–7                          | 59:48 – Molnár (Bíró, Papp) (PP)    |                 |                                                                              |

| 2015. április 17. 20:00 | Ausztrália | 1–6 (1–2, 0–2, 0–2) | Izland | Laugardalur Arena, Reykjavík Nézőszám: 717 |

| Jegyzőkönyv | Jegyzőkönyv   | Jegyzőkönyv                                  | Jegyzőkönyv     | Jegyzőkönyv                                                   |
| --- | ------------- | -------------------------------------------- | --------------- | ------------------------------------------------------------- |
| | Fraser Carson | Kapusok                                      | Dennis Hedström | Játékvezető: Roy Hansen Vonalbírók: Thomas Caillot Havar Dahl |
| \| \| 0–1 \| 06:06 – Alengard (Gislason) (PP) \| \| \| 0–2 \| 17:20 – þormóðsson (Magnússon) \| \| McKenzie (Humphries) – 18:55 \| 1–2 \| \| \| \| 1–3 \| 29:05 – R. Hedström (Gislason) \| \| \| 1–4 \| 30:28 – Sigurðarson (SH) \| \| \| 1–5 \| 50:52 – I. Árnason (R. Hedström) \| \| \| 1–6 \| 53:15 – Alengard (Jónsson, R. Hedström) (PP) \| |               |                                              |                 | Játékvezető: Roy Hansen Vonalbírók: Thomas Caillot Havar Dahl |
| 12 perc | Büntetések    | 10 perc                                      |                 | Játékvezető: Roy Hansen Vonalbírók: Thomas Caillot Havar Dahl |
| 28 | Lövések       | 25                                           |                 | Játékvezető: Roy Hansen Vonalbírók: Thomas Caillot Havar Dahl |
| | 0–1           | 06:06 – Alengard (Gislason) (PP)             |                 | Játékvezető: Roy Hansen Vonalbírók: Thomas Caillot Havar Dahl |
| | 0–2           | 17:20 – þormóðsson (Magnússon)               |                 | Játékvezető: Roy Hansen Vonalbírók: Thomas Caillot Havar Dahl |
| McKenzie (Humphries) – 18:55 | 1–2           |                                              |                 | Játékvezető: Roy Hansen Vonalbírók: Thomas Caillot Havar Dahl |
| | 1–3           | 29:05 – R. Hedström (Gislason)               |                 |                                                               |
| | 1–4           | 30:28 – Sigurðarson (SH)                     |                 |                                                               |
| | 1–5           | 50:52 – I. Árnason (R. Hedström)             |                 |                                                               |
| | 1–6           | 53:15 – Alengard (Jónsson, R. Hedström) (PP) |                 |                                                               |

| 2015. április 19. 13:00 | Szerbia | 4–3 (0–1, 1–2, 2–0) (h.u.: 0–0) (sz.: 1–0) | Spanyolország | Laugardalur Arena, Reykjavík Nézőszám: 107 |

| Jegyzőkönyv | Jegyzőkönyv       | Jegyzőkönyv                          | Jegyzőkönyv    | Jegyzőkönyv                                                    |
| --- | ----------------- | ------------------------------------ | -------------- | -------------------------------------------------------------- |
| | Arsenije Ranković | Kapusok                              | Ignacio García | Játékvezető: Roy Hansen Vonalbírók: Havar Dahl Orri Sigmarsson |
| \| \| 0–1 \| 09:09 – Angles (Puyuelo) \| \| 20:19 – Popravka (Babić, Sretovic) \| 1–1 \| \| \| \| 1–2 \| 22:23 – Solorzano (Puyuelo, Fuentes) \| \| \| 1–3 \| 38:45 – G. González (Muñoz) \| \| 45:44 – Babić (Sretovic, Popravka) \| 2–3 \| \| \| 51:36 – Janković (Ogrizović, Raković) \| 3–3 \| \| |                   |                                      |                | Játékvezető: Roy Hansen Vonalbírók: Havar Dahl Orri Sigmarsson |
| 6 perc | Büntetések        | 6 perc                               |                | Játékvezető: Roy Hansen Vonalbírók: Havar Dahl Orri Sigmarsson |
| 61 | Lövések           | 36                                   |                | Játékvezető: Roy Hansen Vonalbírók: Havar Dahl Orri Sigmarsson |
| | 0–1               | 09:09 – Angles (Puyuelo)             |                | Játékvezető: Roy Hansen Vonalbírók: Havar Dahl Orri Sigmarsson |
| 20:19 – Popravka (Babić, Sretovic) | 1–1               |                                      |                | Játékvezető: Roy Hansen Vonalbírók: Havar Dahl Orri Sigmarsson |
| | 1–2               | 22:23 – Solorzano (Puyuelo, Fuentes) |                | Játékvezető: Roy Hansen Vonalbírók: Havar Dahl Orri Sigmarsson |
| | 1–3               | 38:45 – G. González (Muñoz)          |                |                                                                |
| 45:44 – Babić (Sretovic, Popravka) | 2–3               |                                      |                |                                                                |
| 51:36 – Janković (Ogrizović, Raković) | 3–3               |                                      |                |                                                                |

| 2015. április 19. 16:30 | Ausztrália | 4–10 (1–4, 1–3, 2–3) | Belgium | Laugardalur Arena, Reykjavík Nézőszám: 146 |

| Jegyzőkönyv | Jegyzőkönyv                   | Jegyzőkönyv                                 | Jegyzőkönyv    | Jegyzőkönyv                                                               |
| --- | ----------------------------- | ------------------------------------------- | -------------- | ------------------------------------------------------------------------- |
| | Fraser Carson Joshua Broekman | Kapusok                                     | Arthur Legrand | Játékvezető: Paweł Meszyński Vonalbírók: Maksims Bogdanovs Thomas Caillot |
| \| \| 0–1 \| 06:43 – Morgan \| \| \| 0–2 \| 09:27 – Pellegrims (Morgan, Kolodziejczyk) \| \| \| 0–3 \| 14:03 – Vercammen (PS) \| \| \| 0–4 \| 18:17 – Pellegrims (Kolodziejczyk, Engelen) \| \| Webster (Todd, Powell) – 18:35 \| 1–4 \| \| \| \| 1–5 \| 20:47 – Neven (Kolodziejczyk, Morgan) (PP) \| \| \| 1–6 \| 25:57 – Bremer (Dewin) \| \| \| 1–7 \| 29:49 – Bremer (Van Looy, Engelen) \| \| Geric (Todd) – 35:53 \| 2–7 \| \| \| \| 2–8 \| 41:50 – Morgan (Kolodziejczyk, Gyesbreghs) \| \| \| 2–9 \| 46:45 – Van Noten (Paulus, Engelen) (PP) \| \| Powell (Todd, Webster) – 51:49 \| 3–9 \| \| \| \| 3–10 \| 58:34 – Morgan (Paulus, Pellegrims) \| \| Geric (Darge, Malloy) (PP) – 59:50 \| 4–10 \| \| |                               |                                             |                | Játékvezető: Paweł Meszyński Vonalbírók: Maksims Bogdanovs Thomas Caillot |
| 14 perc | Büntetések                    | 16 perc                                     |                | Játékvezető: Paweł Meszyński Vonalbírók: Maksims Bogdanovs Thomas Caillot |
| 37 | Lövések                       | 35                                          |                | Játékvezető: Paweł Meszyński Vonalbírók: Maksims Bogdanovs Thomas Caillot |
| | 0–1                           | 06:43 – Morgan                              |                | Játékvezető: Paweł Meszyński Vonalbírók: Maksims Bogdanovs Thomas Caillot |
| | 0–2                           | 09:27 – Pellegrims (Morgan, Kolodziejczyk)  |                | Játékvezető: Paweł Meszyński Vonalbírók: Maksims Bogdanovs Thomas Caillot |
| | 0–3                           | 14:03 – Vercammen (PS)                      |                | Játékvezető: Paweł Meszyński Vonalbírók: Maksims Bogdanovs Thomas Caillot |
| | 0–4                           | 18:17 – Pellegrims (Kolodziejczyk, Engelen) |                |                                                                           |
| Webster (Todd, Powell) – 18:35 | 1–4                           |                                             |                |                                                                           |
| | 1–5                           | 20:47 – Neven (Kolodziejczyk, Morgan) (PP)  |                |                                                                           |
| | 1–6                           | 25:57 – Bremer (Dewin)                      |                |                                                                           |
| | 1–7                           | 29:49 – Bremer (Van Looy, Engelen)          |                |                                                                           |
| Geric (Todd) – 35:53 | 2–7                           |                                             |                |                                                                           |
| | 2–8                           | 41:50 – Morgan (Kolodziejczyk, Gyesbreghs)  |                |                                                                           |
| | 2–9                           | 46:45 – Van Noten (Paulus, Engelen) (PP)    |                |                                                                           |
| Powell (Todd, Webster) – 51:49 | 3–9                           |                                             |                |                                                                           |
| | 3–10                          | 58:34 – Morgan (Paulus, Pellegrims)         |                |                                                                           |
| Geric (Darge, Malloy) (PP) – 59:50 | 4–10                          |                                             |                |                                                                           |

| 2015. április 19. 20:00 | Románia | 3–2 (h.u.) (1–0, 1–1, 0–1) (h.u.: 1–0) | Izland | Laugardalur Arena, Reykjavík Nézőszám: 834 |

| Jegyzőkönyv | Jegyzőkönyv                | Jegyzőkönyv                              | Jegyzőkönyv          | Jegyzőkönyv                                                          |
| --- | -------------------------- | ---------------------------------------- | -------------------- | -------------------------------------------------------------------- |
| | Adrian Catrinoi Otto Onodi | Kapusok                                  | Snorri Sigurbergsson | Játékvezető: Liam Sewell Vonalbírók: Michael Johnstone Marko Sakovic |
| \| Csergo (Tapu, Irimia) – 09:55 \| 1–0 \| \| \| \| 1–1 \| 24:00 – Alengard (R. Hedström) \| \| Munteanu (Pysarenko) – 29:11 \| 2–1 \| \| \| \| 2–2 \| 53:58 – R. Hedström (Helgason, Alengard) \| \| Gliga (Zsók, Góga) – 62:45 \| 3–2 \| \| |                            |                                          |                      | Játékvezető: Liam Sewell Vonalbírók: Michael Johnstone Marko Sakovic |
| 4 perc | Büntetések                 | 4 perc                                   |                      | Játékvezető: Liam Sewell Vonalbírók: Michael Johnstone Marko Sakovic |
| 38 | Lövések                    | 30                                       |                      | Játékvezető: Liam Sewell Vonalbírók: Michael Johnstone Marko Sakovic |
| Csergo (Tapu, Irimia) – 09:55 | 1–0                        |                                          |                      | Játékvezető: Liam Sewell Vonalbírók: Michael Johnstone Marko Sakovic |
| | 1–1                        | 24:00 – Alengard (R. Hedström)           |                      | Játékvezető: Liam Sewell Vonalbírók: Michael Johnstone Marko Sakovic |
| Munteanu (Pysarenko) – 29:11 | 2–1                        |                                          |                      | Játékvezető: Liam Sewell Vonalbírók: Michael Johnstone Marko Sakovic |
| | 2–2                        | 53:58 – R. Hedström (Helgason, Alengard) |                      |                                                                      |
| Gliga (Zsók, Góga) – 62:45 | 3–2                        |                                          |                      |                                                                      |

### B csoport
| Jelmagyarázat                |
| ---------------------------- |
| Feljutott a divízió II A-ba. |
| Kiesett a divízió III-ba.    |

| Nemzet                  | M | Gy | HGy | HV | V | G+ | G- | Gk  | P  |
| ----------------------- | - | -- | --- | -- | - | -- | -- | --- | -- |
| Kína                    | 5 | 4  | 1   | 0  | 0 | 33 | 15 | +18 | 14 |
| Új-Zéland               | 5 | 3  | 0   | 0  | 2 | 21 | 17 | +4  | 9  |
| Mexikó                  | 5 | 3  | 0   | 0  | 2 | 24 | 15 | +9  | 9  |
| Bulgária                | 5 | 2  | 0   | 0  | 3 | 17 | 30 | −13 | 6  |
| Izrael                  | 5 | 1  | 0   | 1  | 3 | 20 | 29 | −9  | 4  |
| Dél-afrikai Köztársaság | 5 | 1  | 0   | 0  | 4 | 11 | 20 | −9  | 3  |

| 2015. április 13. 13:00 | Új-Zéland | 6–3 (1–1, 3–1, 2–1) | Izrael | Grandwest Ice Arena, Fokváros Nézőszám: 110 |

| Jegyzőkönyv | Jegyzőkönyv   | Jegyzőkönyv                                 | Jegyzőkönyv                     | Jegyzőkönyv                                                                   |
| --- | ------------- | ------------------------------------------- | ------------------------------- | ----------------------------------------------------------------------------- |
| | Richard Parry | Kapusok                                     | Boris Amromin Alexander Loginov | Játékvezető: Tomáš Orolin Vonalbírók: Vytautas Lukoševičius Marc-Henri Progin |
| \| \| 0–1 \| 06:56 – Frenkel (PP) \| \| Henderson (Harrop) – 08:10 \| 1–1 \| \| \| Henderson (Challis, Harrop) (PP) – 24:27 \| 2–1 \| \| \| \| 2–2 \| 26:34 – Spektor (Maaravi, Aharonovich) (PP) \| \| Heyd (Henderson, Cox) – 36:27 \| 3–2 \| \| \| J. Hay (Chai, Attwell) – 39:08 \| 4–2 \| \| \| Chai (Attwell) – 47:19 \| 5–2 \| \| \| Cox (Henderson, Heyd) – 47:32 \| 6–2 \| \| \| \| 6–3 \| 52:45 – Pyshkin (Mazour, Levy) \| |               |                                             |                                 | Játékvezető: Tomáš Orolin Vonalbírók: Vytautas Lukoševičius Marc-Henri Progin |
| 12 perc | Büntetések    | 8 perc                                      |                                 | Játékvezető: Tomáš Orolin Vonalbírók: Vytautas Lukoševičius Marc-Henri Progin |
| 39 | Lövések       | 16                                          |                                 | Játékvezető: Tomáš Orolin Vonalbírók: Vytautas Lukoševičius Marc-Henri Progin |
| | 0–1           | 06:56 – Frenkel (PP)                        |                                 | Játékvezető: Tomáš Orolin Vonalbírók: Vytautas Lukoševičius Marc-Henri Progin |
| Henderson (Harrop) – 08:10 | 1–1           |                                             |                                 | Játékvezető: Tomáš Orolin Vonalbírók: Vytautas Lukoševičius Marc-Henri Progin |
| Henderson (Challis, Harrop) (PP) – 24:27 | 2–1           |                                             |                                 | Játékvezető: Tomáš Orolin Vonalbírók: Vytautas Lukoševičius Marc-Henri Progin |
| | 2–2           | 26:34 – Spektor (Maaravi, Aharonovich) (PP) |                                 |                                                                               |
| Heyd (Henderson, Cox) – 36:27 | 3–2           |                                             |                                 |                                                                               |
| J. Hay (Chai, Attwell) – 39:08 | 4–2           |                                             |                                 |                                                                               |
| Chai (Attwell) – 47:19 | 5–2           |                                             |                                 |                                                                               |
| Cox (Henderson, Heyd) – 47:32 | 6–2           |                                             |                                 |                                                                               |
| | 6–3           | 52:45 – Pyshkin (Mazour, Levy)              |                                 |                                                                               |

| 2015. április 13. 16:15 | Bulgária | 3–10 (1–3, 1–3, 1–4) | Kína | Grandwest Ice Arena, Fokváros Nézőszám: 80 |

| Jegyzőkönyv | Jegyzőkönyv                     | Jegyzőkönyv                    | Jegyzőkönyv              | Jegyzőkönyv                                                                |
| --- | ------------------------------- | ------------------------------ | ------------------------ | -------------------------------------------------------------------------- |
| | Nikola Nikolov Dimitar Dimitrov | Kapusok                        | Liu Zhiwei Xia Shengrong | Játékvezető: Manuel Nikolic Vonalbírók: Jonathan Burger Christoffer Hurtik |
| \| \| 0–1 \| 02:20 – Yang (Zhang H.) (SH) \| \| \| 0–2 \| 02:57 – Liu L. (Chen, Xia T.) \| \| \| 0–3 \| 04:59 – Zhang H. (Yang, Qu) \| \| Hodulov (Boyadjiev, Mihov) (PP) – 16:19 \| 1–3 \| \| \| Panev (Gatchev, Stefanov) – 34:43 \| 2–3 \| \| \| \| 2–4 \| 36:22 – Qu (Li Z., Xia) \| \| \| 2–5 \| 38:05 – Ji \| \| \| 2–6 \| 38:53 – Xia T. (Qu) \| \| \| 2–7 \| 42:36 – Zhu (Guan, Fu) \| \| Nikolov (Hodulov, Dikov) (PP) – 44:41 \| 3–7 \| \| \| \| 3–8 \| 54:37 – Xia T. (Zhang H., Bao) \| \| \| 3–9 \| 56:06 – Li H. \| \| \| 3–10 \| 58:41 – Li H. (Cui, Liu Csing) \| |                                 |                                |                          | Játékvezető: Manuel Nikolic Vonalbírók: Jonathan Burger Christoffer Hurtik |
| 2 perc | Büntetések                      | 14 perc                        |                          | Játékvezető: Manuel Nikolic Vonalbírók: Jonathan Burger Christoffer Hurtik |
| 19 | Lövések                         | 29                             |                          | Játékvezető: Manuel Nikolic Vonalbírók: Jonathan Burger Christoffer Hurtik |
| | 0–1                             | 02:20 – Yang (Zhang H.) (SH)   |                          | Játékvezető: Manuel Nikolic Vonalbírók: Jonathan Burger Christoffer Hurtik |
| | 0–2                             | 02:57 – Liu L. (Chen, Xia T.)  |                          | Játékvezető: Manuel Nikolic Vonalbírók: Jonathan Burger Christoffer Hurtik |
| | 0–3                             | 04:59 – Zhang H. (Yang, Qu)    |                          | Játékvezető: Manuel Nikolic Vonalbírók: Jonathan Burger Christoffer Hurtik |
| Hodulov (Boyadjiev, Mihov) (PP) – 16:19 | 1–3                             |                                |                          |                                                                            |
| Panev (Gatchev, Stefanov) – 34:43 | 2–3                             |                                |                          |                                                                            |
| | 2–4                             | 36:22 – Qu (Li Z., Xia)        |                          |                                                                            |
| | 2–5                             | 38:05 – Ji                     |                          |                                                                            |
| | 2–6                             | 38:53 – Xia T. (Qu)            |                          |                                                                            |
| | 2–7                             | 42:36 – Zhu (Guan, Fu)         |                          |                                                                            |
| Nikolov (Hodulov, Dikov) (PP) – 44:41 | 3–7                             |                                |                          |                                                                            |
| | 3–8                             | 54:37 – Xia T. (Zhang H., Bao) |                          |                                                                            |
| | 3–9                             | 56:06 – Li H.                  |                          |                                                                            |
| | 3–10                            | 58:41 – Li H. (Cui, Liu Csing) |                          |                                                                            |

| 2015. április 13. 20:00 | Mexikó | 4–1 (1–0, 2–1, 1–0) | Dél-afrikai Köztársaság | Grandwest Ice Arena, Fokváros Nézőszám: 375 |

| Jegyzőkönyv | Jegyzőkönyv     | Jegyzőkönyv                   | Jegyzőkönyv | Jegyzőkönyv                                                      |
| --- | --------------- | ----------------------------- | ----------- | ---------------------------------------------------------------- |
| | Alfonso de Alba | Kapusok                       | Ashley Bock | Játékvezető: Andrej Simankov Vonalbírók: Marco Mori Park Jun-soo |
| \| Colás (Gómez) – 04:17 \| 1–0 \| \| \| Gómez (de la Vega) (PP) – 23:55 \| 2–0 \| \| \| Arroyo (Chabat) – 25:12 \| 3–0 \| \| \| \| 3–1 \| 27:19 – Krotz (Carelse) (PP2) \| \| Cervantes (Majul) – 45:30 \| 4–1 \| \| |                 |                               |             | Játékvezető: Andrej Simankov Vonalbírók: Marco Mori Park Jun-soo |
| 26 perc | Büntetések      | 20 perc                       |             | Játékvezető: Andrej Simankov Vonalbírók: Marco Mori Park Jun-soo |
| 20 | Lövések         | 33                            |             | Játékvezető: Andrej Simankov Vonalbírók: Marco Mori Park Jun-soo |
| Colás (Gómez) – 04:17 | 1–0             |                               |             | Játékvezető: Andrej Simankov Vonalbírók: Marco Mori Park Jun-soo |
| Gómez (de la Vega) (PP) – 23:55 | 2–0             |                               |             | Játékvezető: Andrej Simankov Vonalbírók: Marco Mori Park Jun-soo |
| Arroyo (Chabat) – 25:12 | 3–0             |                               |             | Játékvezető: Andrej Simankov Vonalbírók: Marco Mori Park Jun-soo |
| | 3–1             | 27:19 – Krotz (Carelse) (PP2) |             |                                                                  |
| Cervantes (Majul) – 45:30 | 4–1             |                               |             |                                                                  |

| 2015. április 14. 13:00 | Izrael | 3–4 (sz.) (0–1, 1–0, 2–2) (h.u.: 0–0) (sz.: 0–1) | Kína | Grandwest Ice Arena, Fokváros Nézőszám: 57 |

| Jegyzőkönyv | Jegyzőkönyv       | Jegyzőkönyv                         | Jegyzőkönyv | Jegyzőkönyv                                                           |
| --- | ----------------- | ----------------------------------- | ----------- | --------------------------------------------------------------------- |
| | Alexander Loginov | Kapusok                             | Liu Zhiwei  | Játékvezető: Alexey Roshchyn Vonalbírók: Jonathan Burger Benas Jakšys |
| \| \| 0–1 \| 06:13 – Li H. (Cui, Liu Csing) (PP) \| \| Aharonovich – 31:48 \| 1–1 \| \| \| \| 1–2 \| 41:37 – Cui (Li H.) (SH) \| \| Pyshkin (Maaravi) – 44:08 \| 2–2 \| \| \| Spektor (Pyshkin) – 56:09 \| 3–2 \| \| \| \| 3–3 \| 57:56 – Xia T. (Qu, Zhang H.) (PP) \| |                   |                                     |             | Játékvezető: Alexey Roshchyn Vonalbírók: Jonathan Burger Benas Jakšys |
| Pyshkin Mazour Spektor | Szétlövés         | Chen Qu Zhang C.                    |             | Játékvezető: Alexey Roshchyn Vonalbírók: Jonathan Burger Benas Jakšys |
| 20 perc | Büntetések        | 14 perc                             |             | Játékvezető: Alexey Roshchyn Vonalbírók: Jonathan Burger Benas Jakšys |
| 23 | Lövések           | 46                                  |             | Játékvezető: Alexey Roshchyn Vonalbírók: Jonathan Burger Benas Jakšys |
| | 0–1               | 06:13 – Li H. (Cui, Liu Csing) (PP) |             | Játékvezető: Alexey Roshchyn Vonalbírók: Jonathan Burger Benas Jakšys |
| Aharonovich – 31:48 | 1–1               |                                     |             | Játékvezető: Alexey Roshchyn Vonalbírók: Jonathan Burger Benas Jakšys |
| | 1–2               | 41:37 – Cui (Li H.) (SH)            |             |                                                                       |
| Pyshkin (Maaravi) – 44:08 | 2–2               |                                     |             |                                                                       |
| Spektor (Pyshkin) – 56:09 | 3–2               |                                     |             |                                                                       |
| | 3–3               | 57:56 – Xia T. (Qu, Zhang H.) (PP)  |             |                                                                       |

| 2015. április 14. 16:15 | Mexikó | 3–5 (1–2, 1–2, 1–1) | Új-Zéland | Grandwest Ice Arena, Fokváros Nézőszám: 77 |

| Jegyzőkönyv | Jegyzőkönyv        | Jegyzőkönyv                        | Jegyzőkönyv   | Jegyzőkönyv                                                             |
| --- | ------------------ | ---------------------------------- | ------------- | ----------------------------------------------------------------------- |
| | Andrés de la Garma | Kapusok                            | Richard Parry | Játékvezető: Manuel Nikolic Vonalbírók: Christoffer Hurtik Park Jun-soo |
| \| de la Vega (Gómez, Sierra) – 03:43 \| 1–0 \| \| \| \| 1–1 \| 06:46 – Henderson (J. Hay, Haines) \| \| \| 1–2 \| 13:19 – Heyd \| \| Majul (Chabat, Ugarte) – 21:34 \| 2–2 \| \| \| \| 2–3 \| 24:55 – Frear (Lawrence) \| \| \| 2–4 \| 39:14 – Challis \| \| Chabat (Majul) (PP) – 40:42 \| 3–4 \| \| \| \| 3–5 \| 55:46 – Heyd (Cox, Henderson) \| |                    |                                    |               | Játékvezető: Manuel Nikolic Vonalbírók: Christoffer Hurtik Park Jun-soo |
| 20 perc | Büntetések         | 16 perc                            |               | Játékvezető: Manuel Nikolic Vonalbírók: Christoffer Hurtik Park Jun-soo |
| 42 | Lövések            | 27                                 |               | Játékvezető: Manuel Nikolic Vonalbírók: Christoffer Hurtik Park Jun-soo |
| de la Vega (Gómez, Sierra) – 03:43 | 1–0                |                                    |               | Játékvezető: Manuel Nikolic Vonalbírók: Christoffer Hurtik Park Jun-soo |
| | 1–1                | 06:46 – Henderson (J. Hay, Haines) |               | Játékvezető: Manuel Nikolic Vonalbírók: Christoffer Hurtik Park Jun-soo |
| | 1–2                | 13:19 – Heyd                       |               | Játékvezető: Manuel Nikolic Vonalbírók: Christoffer Hurtik Park Jun-soo |
| Majul (Chabat, Ugarte) – 21:34 | 2–2                |                                    |               |                                                                         |
| | 2–3                | 24:55 – Frear (Lawrence)           |               |                                                                         |
| | 2–4                | 39:14 – Challis                    |               |                                                                         |
| Chabat (Majul) (PP) – 40:42 | 3–4                |                                    |               |                                                                         |
| | 3–5                | 55:46 – Heyd (Cox, Henderson)      |               |                                                                         |

| 2015. április 14. 20:00 | Dél-afrikai Köztársaság | 1–2 (0–0, 1–1, 0–1) | Bulgária | Grandwest Ice Arena, Fokváros Nézőszám: 275 |

| Jegyzőkönyv | Jegyzőkönyv | Jegyzőkönyv                                 | Jegyzőkönyv      | Jegyzőkönyv                                                                   |
| --- | ----------- | ------------------------------------------- | ---------------- | ----------------------------------------------------------------------------- |
| | Ashley Bock | Kapusok                                     | Dimitar Dimitrov | Játékvezető: Tomáš Orolin Vonalbírók: Vytautas Lukoševičius Marc-Henri Progin |
| \| \| 0–1 \| 27:33 – Nikolov (Hodulov) \| \| Nebe – 36:57 \| 1–1 \| \| \| \| 1–2 \| 58:49 – Nikolov (Boyadjiev, Stefanov) (PP2) \| |             |                                             |                  | Játékvezető: Tomáš Orolin Vonalbírók: Vytautas Lukoševičius Marc-Henri Progin |
| 18 perc | Büntetések  | 22 perc                                     |                  | Játékvezető: Tomáš Orolin Vonalbírók: Vytautas Lukoševičius Marc-Henri Progin |
| 53 | Lövések     | 26                                          |                  | Játékvezető: Tomáš Orolin Vonalbírók: Vytautas Lukoševičius Marc-Henri Progin |
| | 0–1         | 27:33 – Nikolov (Hodulov)                   |                  | Játékvezető: Tomáš Orolin Vonalbírók: Vytautas Lukoševičius Marc-Henri Progin |
| Nebe – 36:57 | 1–1         |                                             |                  | Játékvezető: Tomáš Orolin Vonalbírók: Vytautas Lukoševičius Marc-Henri Progin |
| | 1–2         | 58:49 – Nikolov (Boyadjiev, Stefanov) (PP2) |                  | Játékvezető: Tomáš Orolin Vonalbírók: Vytautas Lukoševičius Marc-Henri Progin |

| 2015. április 16. 13:00 | Mexikó | 9–1 (3–0, 0–0, 6–1) | Bulgária | Grandwest Ice Arena, Fokváros Nézőszám: 75 |

| Jegyzőkönyv | Jegyzőkönyv        | Jegyzőkönyv                          | Jegyzőkönyv      | Jegyzőkönyv                                                           |
| --- | ------------------ | ------------------------------------ | ---------------- | --------------------------------------------------------------------- |
| | Andrés de la Garma | Kapusok                              | Dimitar Dimitrov | Játékvezető: Alexei Roshchyn Vonalbírók: Jonathan Burger Pard Jun-soo |
| \| Gómez (Arroyo, Chabat) – 12:25 \| 1–0 \| \| \| Linares (Smithers, Cervantes) – 12:57 \| 2–0 \| \| \| Sierra (Cervantes, de la Vega) – 19:51 \| 3–0 \| \| \| Chabat – 41:09 \| 4–0 \| \| \| \| 4–1 \| 42:15 – Stefanov (Nikolov, Bozhanov) \| \| Chabat (Tommasi, Gómez) – 55:03 \| 5–1 \| \| \| Majul (Gómez, Cervantes) – 57:19 \| 6–1 \| \| \| Gómez (Chabat, Linares) – 58:10 \| 7–1 \| \| \| Smithers (Carrero) – 58:22 \| 8–1 \| \| \| Majul (Cervantes) – 59:26 \| 9–1 \| \| |                    |                                      |                  | Játékvezető: Alexei Roshchyn Vonalbírók: Jonathan Burger Pard Jun-soo |
| 18 perc | Büntetések         | 12 perc                              |                  | Játékvezető: Alexei Roshchyn Vonalbírók: Jonathan Burger Pard Jun-soo |
| 54 | Lövések            | 15                                   |                  | Játékvezető: Alexei Roshchyn Vonalbírók: Jonathan Burger Pard Jun-soo |
| Gómez (Arroyo, Chabat) – 12:25 | 1–0                |                                      |                  | Játékvezető: Alexei Roshchyn Vonalbírók: Jonathan Burger Pard Jun-soo |
| Linares (Smithers, Cervantes) – 12:57 | 2–0                |                                      |                  | Játékvezető: Alexei Roshchyn Vonalbírók: Jonathan Burger Pard Jun-soo |
| Sierra (Cervantes, de la Vega) – 19:51 | 3–0                |                                      |                  | Játékvezető: Alexei Roshchyn Vonalbírók: Jonathan Burger Pard Jun-soo |
| Chabat – 41:09 | 4–0                |                                      |                  |                                                                       |
| | 4–1                | 42:15 – Stefanov (Nikolov, Bozhanov) |                  |                                                                       |
| Chabat (Tommasi, Gómez) – 55:03 | 5–1                |                                      |                  |                                                                       |
| Majul (Gómez, Cervantes) – 57:19 | 6–1                |                                      |                  |                                                                       |
| Gómez (Chabat, Linares) – 58:10 | 7–1                |                                      |                  |                                                                       |
| Smithers (Carrero) – 58:22 | 8–1                |                                      |                  |                                                                       |
| Majul (Cervantes) – 59:26 | 9–1                |                                      |                  |                                                                       |

| 2015. április 16. 16:15 | Új-Zéland | 4–7 (1–2, 3–1, 0–4) | Kína | Grandwest Ice Arena, Fokváros Nézőszám: 112 |

| Jegyzőkönyv | Jegyzőkönyv                     | Jegyzőkönyv                      | Jegyzőkönyv | Jegyzőkönyv                                                           |
| --- | ------------------------------- | -------------------------------- | ----------- | --------------------------------------------------------------------- |
| | Jaden Pine-Murphy Richard Parry | Kapusok                          | Liu Zhiwei  | Játékvezető: Andrej Simankov Vonalbírók: Marco Mori Marc-Henri Progin |
| \| Harrison (J. Hay, Harrop) – 08:04 \| 1–0 \| \| \| \| 1–1 \| 10:23 – Zhu (Guan) (PP) \| \| \| 1–2 \| 18:39 – Chen (Liu Csing, Liu L.) \| \| \| 1–3 \| 22:04 – Ji (Li X.) (PP) \| \| Haines (Heyd, Parry) (PP) – 34:27 \| 2–3 \| \| \| Wannamaker (Cox) (PP) – 36:15 \| 3–3 \| \| \| Cox (Heyd) – 37:04 \| 4–3 \| \| \| \| 4–4 \| 49:38 – Liu L. (Cui) \| \| \| 4–5 \| 51:11 – Cui \| \| \| 4–6 \| 53:24 – Yang (Qu) (PP) \| \| \| 4–7 \| 54:14 – Li H. (Cui) \| |                                 |                                  |             | Játékvezető: Andrej Simankov Vonalbírók: Marco Mori Marc-Henri Progin |
| 36 perc | Büntetések                      | 26 perc                          |             | Játékvezető: Andrej Simankov Vonalbírók: Marco Mori Marc-Henri Progin |
| 46 | Lövések                         | 45                               |             | Játékvezető: Andrej Simankov Vonalbírók: Marco Mori Marc-Henri Progin |
| Harrison (J. Hay, Harrop) – 08:04 | 1–0                             |                                  |             | Játékvezető: Andrej Simankov Vonalbírók: Marco Mori Marc-Henri Progin |
| | 1–1                             | 10:23 – Zhu (Guan) (PP)          |             | Játékvezető: Andrej Simankov Vonalbírók: Marco Mori Marc-Henri Progin |
| | 1–2                             | 18:39 – Chen (Liu Csing, Liu L.) |             | Játékvezető: Andrej Simankov Vonalbírók: Marco Mori Marc-Henri Progin |
| | 1–3                             | 22:04 – Ji (Li X.) (PP)          |             |                                                                       |
| Haines (Heyd, Parry) (PP) – 34:27 | 2–3                             |                                  |             |                                                                       |
| Wannamaker (Cox) (PP) – 36:15 | 3–3                             |                                  |             |                                                                       |
| Cox (Heyd) – 37:04 | 4–3                             |                                  |             |                                                                       |
| | 4–4                             | 49:38 – Liu L. (Cui)             |             |                                                                       |
| | 4–5                             | 51:11 – Cui                      |             |                                                                       |
| | 4–6                             | 53:24 – Yang (Qu) (PP)           |             |                                                                       |
| | 4–7                             | 54:14 – Li H. (Cui)              |             |                                                                       |

| 2015. április 16. 20:00 | Izrael | 6–3 (1–1, 4–0, 1–2) | Dél-afrikai Köztársaság | Grandwest Ice Arena, Fokváros Nézőszám: 922 |

| Jegyzőkönyv | Jegyzőkönyv       | Jegyzőkönyv                           | Jegyzőkönyv                  | Jegyzőkönyv                                                             |
| --- | ----------------- | ------------------------------------- | ---------------------------- | ----------------------------------------------------------------------- |
| | Alexander Loginov | Kapusok                               | Ashley Bock Marcello Strydom | Játékvezető: Manuel Nikolic Vonalbírók: Christoffer Hurtik Benas Jakšys |
| \| \| 0–1 \| 04:49 – Krotz (Magmoed, Birrell) (PP) \| \| Spivak (Frenkel) (PP) – 09:40 \| 1–1 \| \| \| Spivak (Avneri, Mazour) – 23:48 \| 2–1 \| \| \| Frenkel (I. Levy, S. Levy) – 24:18 \| 3–1 \| \| \| Mazour (Spivak, Pyshkin) (PP) – 31:01 \| 4–1 \| \| \| Aharonovich (Spektor) – 31:57 \| 5–1 \| \| \| Mazour (Frenkel, Pyshkin) (PP) – 46:04 \| 6–1 \| \| \| \| 6–2 \| 53:31 – Giot (Krotz, Marais) \| \| \| 6–3 \| 59:23 – Marais \| |                   |                                       |                              | Játékvezető: Manuel Nikolic Vonalbírók: Christoffer Hurtik Benas Jakšys |
| 16 perc | Büntetések        | 10 perc                               |                              | Játékvezető: Manuel Nikolic Vonalbírók: Christoffer Hurtik Benas Jakšys |
| 26 | Lövések           | 39                                    |                              | Játékvezető: Manuel Nikolic Vonalbírók: Christoffer Hurtik Benas Jakšys |
| | 0–1               | 04:49 – Krotz (Magmoed, Birrell) (PP) |                              | Játékvezető: Manuel Nikolic Vonalbírók: Christoffer Hurtik Benas Jakšys |
| Spivak (Frenkel) (PP) – 09:40 | 1–1               |                                       |                              | Játékvezető: Manuel Nikolic Vonalbírók: Christoffer Hurtik Benas Jakšys |
| Spivak (Avneri, Mazour) – 23:48 | 2–1               |                                       |                              | Játékvezető: Manuel Nikolic Vonalbírók: Christoffer Hurtik Benas Jakšys |
| Frenkel (I. Levy, S. Levy) – 24:18 | 3–1               |                                       |                              |                                                                         |
| Mazour (Spivak, Pyshkin) (PP) – 31:01 | 4–1               |                                       |                              |                                                                         |
| Aharonovich (Spektor) – 31:57 | 5–1               |                                       |                              |                                                                         |
| Mazour (Frenkel, Pyshkin) (PP) – 46:04 | 6–1               |                                       |                              |                                                                         |
| | 6–2               | 53:31 – Giot (Krotz, Marais)          |                              |                                                                         |
| | 6–3               | 59:23 – Marais                        |                              |                                                                         |

| 2015. április 17. 13:00 | Kína | 5–2 (2–0, 2–2, 1–0) | Mexikó | Grandwest Ice Arena, Fokváros Nézőszám: 48 |

| Jegyzőkönyv | Jegyzőkönyv | Jegyzőkönyv                        | Jegyzőkönyv     | Jegyzőkönyv                                                                 |
| --- | ----------- | ---------------------------------- | --------------- | --------------------------------------------------------------------------- |
| | Liu Zhiwei  | Kapusok                            | Alfonso de Alba | Játékvezető: Tomáš Orolin Vonalbírók: Jonathan Burger Vytautas Lukoševičius |
| \| Cui (Na) – 03:30 \| 1–0 \| \| \| Cui – 09:10 \| 2–0 \| \| \| \| 2–1 \| 23:04 – Carrero (Cervantes) \| \| \| 2–2 \| 24:56 – Rosette (Cervantes, Majul) \| \| Zhu – 31:08 \| 3–2 \| \| \| Chen – 32:54 \| 4–2 \| \| \| Li X. – 41:33 \| 5–2 \| \| |             |                                    |                 | Játékvezető: Tomáš Orolin Vonalbírók: Jonathan Burger Vytautas Lukoševičius |
| 22 perc | Büntetések  | 2 perc                             |                 | Játékvezető: Tomáš Orolin Vonalbírók: Jonathan Burger Vytautas Lukoševičius |
| 50 | Lövések     | 52                                 |                 | Játékvezető: Tomáš Orolin Vonalbírók: Jonathan Burger Vytautas Lukoševičius |
| Cui (Na) – 03:30 | 1–0         |                                    |                 | Játékvezető: Tomáš Orolin Vonalbírók: Jonathan Burger Vytautas Lukoševičius |
| Cui – 09:10 | 2–0         |                                    |                 | Játékvezető: Tomáš Orolin Vonalbírók: Jonathan Burger Vytautas Lukoševičius |
| | 2–1         | 23:04 – Carrero (Cervantes)        |                 | Játékvezető: Tomáš Orolin Vonalbírók: Jonathan Burger Vytautas Lukoševičius |
| | 2–2         | 24:56 – Rosette (Cervantes, Majul) |                 |                                                                             |
| Zhu – 31:08 | 3–2         |                                    |                 |                                                                             |
| Chen – 32:54 | 4–2         |                                    |                 |                                                                             |
| Li X. – 41:33 | 5–2         |                                    |                 |                                                                             |

| 2015. április 17. 16:15 | Bulgária | 10–5 (6–1, 2–2, 2–2) | Izrael | Grandwest Ice Arena, Fokváros Nézőszám: 43 |

| Jegyzőkönyv | Jegyzőkönyv      | Jegyzőkönyv                            | Jegyzőkönyv                     | Jegyzőkönyv                                                            |
| --- | ---------------- | -------------------------------------- | ------------------------------- | ---------------------------------------------------------------------- |
| | Dimitar Dimitrov | Kapusok                                | Alexander Loginov Boris Amromin | Játékvezető: Andrej Simankov Vonalbírók: Christoffer Hurtik Marco Mori |
| \| Boyadjiev (Hodulov) – 04:12 \| 1–0 \| \| \| Gatchev (Nikolov) – 04:36 \| 2–0 \| \| \| Hodulov (Boyadjiev) – 04:59 \| 3–0 \| \| \| Blagoev (Boyadjiev, Hodulov) – 06:36 \| 4–0 \| \| \| Boyadjiev (Blagoev) – 11:37 \| 5–0 \| \| \| Hodulov (Nikolov, Boyadjiev) (PP) – 15:13 \| 6–0 \| \| \| \| 6–1 \| 15:28 – Aharonovich (Oz, Spivak) \| \| Hodulov (Nikolov) (SH) – 24:14 \| 7–1 \| \| \| \| 7–2 \| 27:09 – Avneri (I. Levy, S. Levy) \| \| Hodulov (Blagoev) – 30:51 \| 8–2 \| \| \| \| 8–3 \| 32:53 – Spektor (SH) \| \| Nikolov (Gatchev) – 44:44 \| 9–3 \| \| \| \| 9–4 \| 47:04 – Frenkel (Spivak, Pyshkin) (PP) \| \| \| 9–5 \| 52:28 – Spivak (Spektor, S. Levy) \| \| Hodulov (Boyadjiev) (PP) – 58:39 \| 10–5 \| \| |                  |                                        |                                 | Játékvezető: Andrej Simankov Vonalbírók: Christoffer Hurtik Marco Mori |
| 16 perc | Büntetések       | 36 perc                                |                                 | Játékvezető: Andrej Simankov Vonalbírók: Christoffer Hurtik Marco Mori |
| 37 | Lövések          | 68                                     |                                 | Játékvezető: Andrej Simankov Vonalbírók: Christoffer Hurtik Marco Mori |
| Boyadjiev (Hodulov) – 04:12 | 1–0              |                                        |                                 | Játékvezető: Andrej Simankov Vonalbírók: Christoffer Hurtik Marco Mori |
| Gatchev (Nikolov) – 04:36 | 2–0              |                                        |                                 | Játékvezető: Andrej Simankov Vonalbírók: Christoffer Hurtik Marco Mori |
| Hodulov (Boyadjiev) – 04:59 | 3–0              |                                        |                                 | Játékvezető: Andrej Simankov Vonalbírók: Christoffer Hurtik Marco Mori |
| Blagoev (Boyadjiev, Hodulov) – 06:36 | 4–0              |                                        |                                 |                                                                        |
| Boyadjiev (Blagoev) – 11:37 | 5–0              |                                        |                                 |                                                                        |
| Hodulov (Nikolov, Boyadjiev) (PP) – 15:13 | 6–0              |                                        |                                 |                                                                        |
| | 6–1              | 15:28 – Aharonovich (Oz, Spivak)       |                                 |                                                                        |
| Hodulov (Nikolov) (SH) – 24:14 | 7–1              |                                        |                                 |                                                                        |
| | 7–2              | 27:09 – Avneri (I. Levy, S. Levy)      |                                 |                                                                        |
| Hodulov (Blagoev) – 30:51 | 8–2              |                                        |                                 |                                                                        |
| | 8–3              | 32:53 – Spektor (SH)                   |                                 |                                                                        |
| Nikolov (Gatchev) – 44:44 | 9–3              |                                        |                                 |                                                                        |
| | 9–4              | 47:04 – Frenkel (Spivak, Pyshkin) (PP) |                                 |                                                                        |
| | 9–5              | 52:28 – Spivak (Spektor, S. Levy)      |                                 |                                                                        |
| Hodulov (Boyadjiev) (PP) – 58:39 | 10–5             |                                        |                                 |                                                                        |

| 2015. április 17. 20:00 | Dél-afrikai Köztársaság | 3–1 (0–0, 2–0, 1–1) | Új-Zéland | Grandwest Ice Arena, Fokváros Nézőszám: 985 |

| Jegyzőkönyv | Jegyzőkönyv   | Jegyzőkönyv                  | Jegyzőkönyv | Jegyzőkönyv                                                             |
| --- | ------------- | ---------------------------- | ----------- | ----------------------------------------------------------------------- |
| | Richard Parry | Kapusok                      | Ashley Bock | Játékvezető: Alexey Roshchyn Vonalbírók: Benas Jakšys Marc-Henri Progin |
| \| Samaai (Birrell, Magmoed) – 34:07 \| 1–0 \| \| \| Samaai (Krotz, Marais) (PP) – 39:26 \| 2–0 \| \| \| \| 2–1 \| 47:30 – Harrison (Heyd) (PP) \| \| Samaai (Bremner, Nebe) (ENG) – 59:53 \| 3–1 \| \| |               |                              |             | Játékvezető: Alexey Roshchyn Vonalbírók: Benas Jakšys Marc-Henri Progin |
| 10 perc | Büntetések    | 14 perc                      |             | Játékvezető: Alexey Roshchyn Vonalbírók: Benas Jakšys Marc-Henri Progin |
| 36 | Lövések       | 52                           |             | Játékvezető: Alexey Roshchyn Vonalbírók: Benas Jakšys Marc-Henri Progin |
| Samaai (Birrell, Magmoed) – 34:07 | 1–0           |                              |             | Játékvezető: Alexey Roshchyn Vonalbírók: Benas Jakšys Marc-Henri Progin |
| Samaai (Krotz, Marais) (PP) – 39:26 | 2–0           |                              |             | Játékvezető: Alexey Roshchyn Vonalbírók: Benas Jakšys Marc-Henri Progin |
| | 2–1           | 47:30 – Harrison (Heyd) (PP) |             | Játékvezető: Alexey Roshchyn Vonalbírók: Benas Jakšys Marc-Henri Progin |
| Samaai (Bremner, Nebe) (ENG) – 59:53 | 3–1           |                              |             |                                                                         |

| 2015. április 19. 13:00 | Új-Zéland | 5–1 (0–0, 2–1, 3–0) | Bulgária | Grandwest Ice Arena, Fokváros Nézőszám: 69 |

| Jegyzőkönyv | Jegyzőkönyv       | Jegyzőkönyv                 | Jegyzőkönyv      | Jegyzőkönyv                                                                 |
| --- | ----------------- | --------------------------- | ---------------- | --------------------------------------------------------------------------- |
| | Jaden Pine-Murphy | Kapusok                     | Dimitar Dimitrov | Játékvezető: Tomáš Orolin Vonalbírók: Jonathan Burger Vytautas Lukoševičius |
| \| Challis (Henderson, Lawrence) (PP) – 21:03 \| 1–0 \| \| \| Frear (Cox) – 31:54 \| 2–0 \| \| \| \| 2–1 \| 36:01 – Hodulov (Boyadjiev) \| \| Henderson (Attwell) – 49:34 \| 3–1 \| \| \| Cox (Heyd, Henderson) – 49:53 \| 4–1 \| \| \| Frear (Henderson) – 58:18 \| 5–1 \| \| |                   |                             |                  | Játékvezető: Tomáš Orolin Vonalbírók: Jonathan Burger Vytautas Lukoševičius |
| 12 perc | Büntetések        | 10 perc                     |                  | Játékvezető: Tomáš Orolin Vonalbírók: Jonathan Burger Vytautas Lukoševičius |
| 46 | Lövések           | 31                          |                  | Játékvezető: Tomáš Orolin Vonalbírók: Jonathan Burger Vytautas Lukoševičius |
| Challis (Henderson, Lawrence) (PP) – 21:03 | 1–0               |                             |                  | Játékvezető: Tomáš Orolin Vonalbírók: Jonathan Burger Vytautas Lukoševičius |
| Frear (Cox) – 31:54 | 2–0               |                             |                  | Játékvezető: Tomáš Orolin Vonalbírók: Jonathan Burger Vytautas Lukoševičius |
| | 2–1               | 36:01 – Hodulov (Boyadjiev) |                  | Játékvezető: Tomáš Orolin Vonalbírók: Jonathan Burger Vytautas Lukoševičius |
| Henderson (Attwell) – 49:34 | 3–1               |                             |                  |                                                                             |
| Cox (Heyd, Henderson) – 49:53 | 4–1               |                             |                  |                                                                             |
| Frear (Henderson) – 58:18 | 5–1               |                             |                  |                                                                             |

| 2015. április 19. 16:15 | Izrael | 3–6 (1–1, 0–2, 2–3) | Mexikó | Grandwest Ice Arena, Fokváros Nézőszám: 67 |

| Jegyzőkönyv | Jegyzőkönyv       | Jegyzőkönyv                             | Jegyzőkönyv     | Jegyzőkönyv                                                            |
| --- | ----------------- | --------------------------------------- | --------------- | ---------------------------------------------------------------------- |
| | Alexander Loginov | Kapusok                                 | Alfonso de Alba | Játékvezető: Manuel Nikolic Vonalbírók: Park Jun-soo Marc-Henri Progin |
| \| I. Levy (Avneri) – 02:10 \| 1–0 \| \| \| \| 1–1 \| 14:51 – Colás (Cervantes, Rosette) \| \| \| 1–2 \| 32:56 – de la Vega (Gómez, Sierra) (PP) \| \| \| 1–3 \| 34:25 – Colás (Escandon) \| \| Mazour (S. Levy) – 52:07 \| 2–3 \| \| \| \| 2–4 \| 52:02 – Majul (Escandon) \| \| \| 2–5 \| 54:35 – Chabat (Arroyo, Ugarte) (PP) \| \| Mazour (Spivak, Frenkel) (PP) – 58:03 \| 3–5 \| \| \| \| 3–6 \| 59:44 – Gómez (Majul, Cervantes) (ENG) \| |                   |                                         |                 | Játékvezető: Manuel Nikolic Vonalbírók: Park Jun-soo Marc-Henri Progin |
| 12 perc | Büntetések        | 6 perc                                  |                 | Játékvezető: Manuel Nikolic Vonalbírók: Park Jun-soo Marc-Henri Progin |
| 31 | Lövések           | 45                                      |                 | Játékvezető: Manuel Nikolic Vonalbírók: Park Jun-soo Marc-Henri Progin |
| I. Levy (Avneri) – 02:10 | 1–0               |                                         |                 | Játékvezető: Manuel Nikolic Vonalbírók: Park Jun-soo Marc-Henri Progin |
| | 1–1               | 14:51 – Colás (Cervantes, Rosette)      |                 | Játékvezető: Manuel Nikolic Vonalbírók: Park Jun-soo Marc-Henri Progin |
| | 1–2               | 32:56 – de la Vega (Gómez, Sierra) (PP) |                 | Játékvezető: Manuel Nikolic Vonalbírók: Park Jun-soo Marc-Henri Progin |
| | 1–3               | 34:25 – Colás (Escandon)                |                 |                                                                        |
| Mazour (S. Levy) – 52:07 | 2–3               |                                         |                 |                                                                        |
| | 2–4               | 52:02 – Majul (Escandon)                |                 |                                                                        |
| | 2–5               | 54:35 – Chabat (Arroyo, Ugarte) (PP)    |                 |                                                                        |
| Mazour (Spivak, Frenkel) (PP) – 58:03 | 3–5               |                                         |                 |                                                                        |
| | 3–6               | 59:44 – Gómez (Majul, Cervantes) (ENG)  |                 |                                                                        |

| 2015. április 19. 20:00 | Kína | 7–3 (3–1, 3–2, 1–0) | Dél-afrikai Köztársaság | Grandwest Ice Arena, Fokváros Nézőszám: 968 |

| Jegyzőkönyv | Jegyzőkönyv | Jegyzőkönyv                      | Jegyzőkönyv | Jegyzőkönyv                                                      |
| --- | ----------- | -------------------------------- | ----------- | ---------------------------------------------------------------- |
| | Liu Zhiwei  | Kapusok                          | Ashley Bock | Játékvezető: Alexey Roshchyn Vonalbírók: Benas Jakšys Marco Mori |
| \| Liu L. (Fu) (PP) – 02:25 \| 1–0 \| \| \| Xia T. (Qu, Zhang H.) (PP) – 15:20 \| 2–0 \| \| \| \| 2–1 \| 16:06 – Samaai \| \| Xia T. (Qu, Liu L.) (PP) – 17:58 \| 3–1 \| \| \| Chen (Cui, Li H.) – 21:49 \| 4–1 \| \| \| Li X. (Ji, Zhu) – 22:35 \| 5–1 \| \| \| Liu L. (Chen, Cui) – 23:50 \| 6–1 \| \| \| \| 6–2 \| 26:02 – Reeves (Birrell) (PP) \| \| \| 6–3 \| 32:01 – Birrell (Marais, Samaai) \| \| Bao (Zhang C., Fu) – 45:14 \| 7–3 \| \| |             |                                  |             | Játékvezető: Alexey Roshchyn Vonalbírók: Benas Jakšys Marco Mori |
| 14 perc | Büntetések  | 26 perc                          |             | Játékvezető: Alexey Roshchyn Vonalbírók: Benas Jakšys Marco Mori |
| 35 | Lövések     | 26                               |             | Játékvezető: Alexey Roshchyn Vonalbírók: Benas Jakšys Marco Mori |
| Liu L. (Fu) (PP) – 02:25 | 1–0         |                                  |             | Játékvezető: Alexey Roshchyn Vonalbírók: Benas Jakšys Marco Mori |
| Xia T. (Qu, Zhang H.) (PP) – 15:20 | 2–0         |                                  |             | Játékvezető: Alexey Roshchyn Vonalbírók: Benas Jakšys Marco Mori |
| | 2–1         | 16:06 – Samaai                   |             | Játékvezető: Alexey Roshchyn Vonalbírók: Benas Jakšys Marco Mori |
| Xia T. (Qu, Liu L.) (PP) – 17:58 | 3–1         |                                  |             |                                                                  |
| Chen (Cui, Li H.) – 21:49 | 4–1         |                                  |             |                                                                  |
| Li X. (Ji, Zhu) – 22:35 | 5–1         |                                  |             |                                                                  |
| Liu L. (Chen, Cui) – 23:50 | 6–1         |                                  |             |                                                                  |
| | 6–2         | 26:02 – Reeves (Birrell) (PP)    |             |                                                                  |
| | 6–3         | 32:01 – Birrell (Marais, Samaai) |             |                                                                  |
| Bao (Zhang C., Fu) – 45:14 | 7–3         |                                  |             |                                                                  |